# Voimaförbundet
Voimaförbundet var en 1906 grundad, i Finland verksam, paramilitärt organiserad idrottsorganisation med syfte att genom exercis, fälttävlingar, skjut- och skidtävlingar höja folkets försvarsduglighet som en förberedelse med tanke på möjliga framtida politiska förvecklingar. 
Bakom Voimaförbundet stod borgerliga kretsar i landet, men ledningen innehades av aktivisterna; förgrundsgestalter var Herman Stenberg (1873–1928), som gav idén till förbundet, samt bland andra Osvald Sivén och Mauritz Mexmontan. Kagalens medlemmar tillhörde förbundet så gott som i sin helhet. 
Voimaförbundet var avsett att vara ett slags "folkarmé", en ersättning för den upplösta värnpliktiga militären. Kärntruppen utgjordes av en skara på några hundra unga män, som samlats och övats av Mexmontan. Filialavdelningar upprättades bland annat i Uleåborg och Jakobstad, men företaget hade ännu inte vunnit någon större stadga, då det gick i stöpet på senhösten 1906, sedan senaten ingripit efter påtryckningar från ryskt håll. 
Voima-affären väckte stor uppmärksamhet i Sankt Petersburg och hade där ansetts innebära förberedelse till uppror. I denna riktning pekade bland andra det faktum att förbundets ledning i Schweiz inköpt 3 000 gevär, som i juli 1906 insmugglades till landet sjöledes med ångaren Peter (Graftonaffären). En del av denna vapensändning föll i myndigheternas händer, vilket väckte betänkligheter hos en del av förbundets medlemmar; de konstitutionella utträdde redan före den slutliga upplösningen. Generalguvernör Nikolaj Gerhard lät 1907 i Åbo hovrätt åtala 24 av Voimaförbundets ledande män med anledning av vapensmugglingen och förde, sedan hovrätten gett friande utslag, målet vidare till högre instans, där det var anhängigt tills första världskriget kom emellan 1914.